# Hypsosinga pygmaea nigriceps
Hypsosinga pygmaea là một phân loài nhện trong họ Araneidae.
Loài này thuộc chi Hypsosinga. Hypsosinga pygmaea nigriceps được Wladislaus Kulczynski miêu tả năm 1903.

## Hình ảnh

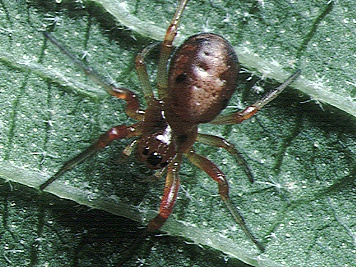
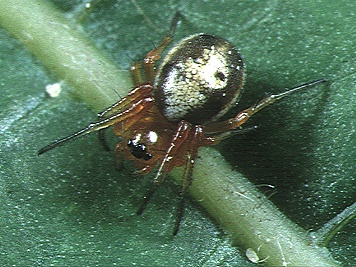
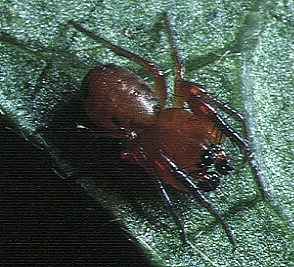
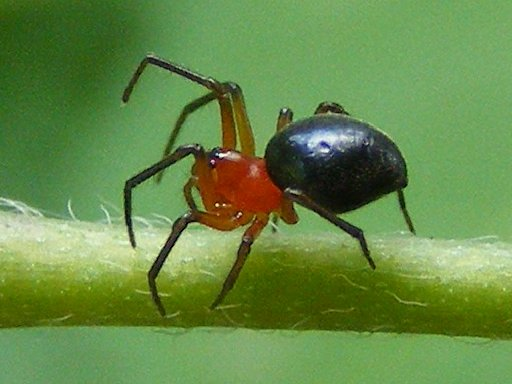